# Arhopala sanherib
Arhopala sanherib är en fjärilsart som beskrevs av Hans Fruhstorfer 1914. Arhopala sanherib ingår i släktet Arhopala och familjen juvelvingar. Inga underarter finns listade i Catalogue of Life.